# Alien Swarm
Alien Swarm — компьютерная игра в жанре мультинаправленного шутера, разработанная и выпущенная компанией Valve для Windows в 2010 году.

## Игровой процесс
Перед основным действием не более 4 игроков собирается в лобби, где выбирают среди 8 персонажей (представителей 4 классов морских пехотинцев, один герой на игрока), подбирают им оружие (2 единицы на персонажа) и вспомогательные предметы (по одному на героя). Там же можно посмотреть список задач и контрольные точки на карте (на которой можно чертить перед, во время и после миссии). Игроки выполняют задачи вида «нажать кнопку в указанном месте» или «решить головоломку в указанном месте». Трудность прохождения заключается в том, что на персонажей идёт бесконечный натиск членистоногих инопланетян размером не меньше человеческой головы и не больше грузовика.
Игровой процесс представляет собой изометрический мультинаправленный шутер, в котором персонажи перемещаются между контрольными точками и отбиваются от инопланетян с помощью огнестрельного, электрошокового, зажигательного, замораживающего, артиллерийского, холодного и лазерного оружий, среди которого есть как переносное, так и стационарное. Вспомогательные предметы чаще всего спасают героев из непредвиденных ситуаций, например выпуская несколько самонаводящихся ракет. В Alien Swarm реалистичная система перезарядки, то есть при смене обоймы оставшиеся в ней патроны выбрасываются, в то время как при аркадной системе эти патроны переходят в следующий магазин. Если у морпеха закончились патроны, то он может найти боеприпасы на уровне либо попросить оружие у товарищей, но если это невозможно, то герой может дать отпор инопланетянам и в ближнем бою. Также в игре есть возможность перекатываться, что спасает от дальнобойных атак пришельцев.
Иногда на пути пехотинцев находится дверь, которую можно взломать, или устройство, которое нужно запустить и скачать с него данные. В случае с дверьми перед игроком открывается экран с несколькими проводами, на котором нужно провести ток из одной точки в другую посредством поворота кусочков провода вокруг своей оси. В специальных устройствах двигается в разных направлениях вертикальной оси несколько лент с нулями и единицей. Головоломка считается пройденной, если игроку удалось выставить единицы в один горизонтальный ряд посредством изменения направления движения лент. В каждой головоломке есть ползунок, который начинает двигаться из одной точки в другую, когда игрок делает своё первое нажатие. Если игрок успевает решить задачку быстрее, чем ползунок достигает конца, то в награду получает очки опыта за быстрый взлом.
Миссия завершится удачно, если будут выполнены все задачи и неудачно, если погибнут все персонажи или только техник (лишь на некоторых миссиях до выполнения определённых заданий). После каждой миссии игроки получают очки опыта за определённые действия. Накапливая определённое количество очков, игроки получают новый уровень, а с ним и новое вооружение. Достигнув максимального уровня, игрок может сбросить его, как и всё вооружение и получить медаль. Так можно сделать несколько раз, но с последними медалями на новый уровень будет требоваться всё больше опыта.

## Разработка
Black Cat Games специально для конкурса Make Something Unreal (2004) создали модификацию Alien Swarm на видеоигру Unreal Tournament 2004. Получив хвалебные отзывы,
разработчики решили создать полноценную игру на движке Source под названием Alien Swarm: Infested и анонсировали её в 2005 году. В 2008 году Valve решили нанять в студию разработчиков игры, разрешив продолжить работу на собственным проектом. Бывшие участники Black Cat Games работали над Portal 2 и серией Left 4 Dead, при этом переделали родной проект почти с нуля, после чего выпустили абсолютно бесплатную Alien Swarm в 2010 году. В игре была представлена новейшая версия движка а также набор инструментов SDK, благодаря которому (а также открытому исходному коду) игроки могли очень легко создавать модификации к игре.

## Отзывы и критика
| Сводный рейтинг       | Сводный рейтинг |
| Агрегатор             | Оценка          |
| --------------------- | --------------- |
| Metacritic            | 77/100          |
| «Критиканство»        | 77/100          |
| Иноязычные издания    |                 |
| Издание               | Оценка          |
| Destructoid           | 7,5/10          |
| Русскоязычные издания |                 |
| Издание               | Оценка          |
| PlayGround.ru         | 8,4/10          |
| «Игры Mail.ru»        | 8,0/10          |

Игра получила преимущественно положительные отзывы критиков. Большинство критики приходилось на невозможность не наносить урон товарищам. Некоторым критикам не нравилась конечность припасов, а некоторым — анимации противников. Большинство хвалебных отзывов упоминало бесплатное распространение столь качественной игры от крупного разработчика и широкий ассортимент вооружения.
Летом 2018 года, благодаря уязвимости в защите Steam Web API, стало известно, что точное количество пользователей сервиса Steam, которые играли в игру хотя бы один раз, составляет 6 667 813 человека.